# Alchemilla indica
Alchemilla indica är en rosväxtart som beskrevs av Gardn.. Alchemilla indica ingår i släktet daggkåpor, och familjen rosväxter.

## Underarter
Arten delas in i följande underarter:
- A. i. madurensis
- A. i. sibthorpioides